# Persoonia curvifolia
Persoonia curvifolia (лат.) — кустарник, вид рода Персоония (Persoonia) семейства Протейные (Proteaceae), эндемик Нового Южного Уэльса (Австралия). Прямостоячий или раскидистый кустарник с опушёнными жёлтыми цветками.

## Ботаническое описание
Persoonia curvifolia — прямостоячий или раскидистый куст с гладкой корой и опушёнными молодыми ветвями и листьями. Листья линейные, 10–50 мм в длину, 0,5–1,3 мм в ширину и рифлёные на нижней поверхности. Цветки расположены группами до 18 вдоль цветоноса длиной 5–50 мм. Цветок расположен на опушённой цветоножке длиной 2–3 мм. Листочки околоцветника жёлтые, длиной 10–13 мм, снаружи от редко- до умеренно-опушённых.

## Таксономия
Впервые вид был официально описан в 1830 году Робертом Брауном в первом дополнении к изданию Supplementum primum Prodromi florae Novae Hollandiae из образцов, собранных около Порт-Джэксона Д. Каннингемом.

## Распространение и местообитание
Persoonia curvifolia — эндемик Австралии. Растёт в лесах и лесистых местностях к югу от рек Варрамбанглс и Гоулберн в Новом Южном Уэльсе и к югу от национального парка Кокопарра на высоте от 180 до 500 м.